# Софі Арну
Софі Арну́ (фр. Madeleine-Sophie Arnould; 13 лютого 1740, Париж — 18 жовтня 1802, Париж) — акторка і оперна співачка доби французького рококо, володарка салону, який відвідували письменники, музиканти, філософи. Вважалась найкращим сопрано доби.

## Життєпис і оперна кар'єра
Народилась в Парижі. Добре співала в дитинстві і вже в 5 років брала участь в концерті для королеви Франції та маркізи де Помпадур. Це і надало напрямок її майбутньої кар'єри.
Бельканто вивчала під керівництвом П'єра де Желіота, акторську майстерність шліфувала під керівництвом акторки Клерон. На оперній сцені дебютувала 1757 року. Шалений успіх мала по виконанню партії Іфігенії в опері Глюка «Іфігенія в Авліді».
Вдало виконала також низку партій в операх французьких композиторів, серед яких — Жан Батіст Люллі, Жан-Філіп Рамо, П'єр-Александр Монсіньї. На оперній сцені виступала майже 20 років і вислужила королівську пенсію в 2.000.
Після закінчення оперної кар'єри Софі Арну посіла власне місце на сцені паризького культурного життя. Привітна і розумна ветеранка сцени була володаркою салону. Салон Софі Арну відкривався для відвідин двічі на тиждень. В четвер вона відчиняла салон лише для жінок. В інший день тут зустрічались такі несхожі особистості, як Вольтер, Дені Дідро, Жан Лерон д'Аламбер, Лагарп.
Дружні стосунки пов'язували Софі Арну з самим Бомарше. Арну зналася на парадоксах і афоризмах, кількість яких збільшила і сама.
Померла в Парижі.

## Особисте життя
Стверджувалося, що вона мала стільки ж романів з жінками, як і з чоловіками.

## Увічнення пам'яті
Шалений успіх співачка мала по виконанні партії в опері Глюка «Іфігенія в Авліді» (1774 рік). Погруддя Софі Арну виконав скульптор Жан Антуан Гудон. Він подав її в театральній ролі під час співу. На зворушливість і виразність художнього образу в скульптурі спрацювали і емоційність обличчя акторки, і розхристаний театральний костюм. Погруддя визнали настільки вдалим, що зі скульптором Гудоном був підписаний контракт на створення ще 32 скульптурних портретів Софі Арну, що полонила глядачів у опері Глюка. 30 погрудь Арну у ролі Іфігенії були створені в дешевому гіпсі, аби вдовольнити попит вельможних глядачів. Вони розійшлися Францією і мимоволі стали монументом акторці ще за життя.

## Софі Арну в мистецтві

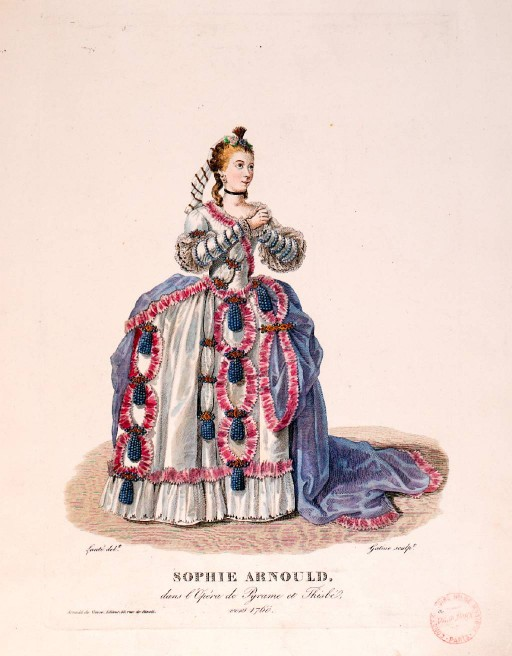
Жорж Жак Гатин. Софі Арну в опері «Пірам і Тисба».

Софі Арну не загубилась і в часі. Портрет-гравюру співачки створив гравер Ж. Ж. Гатин, подавши акторку в опері «Пірам і Тисба». Портрет співачки поза ролями створив французький художник Жан Батіст Грьоз.
Письменник Ламот-Лангон оприлюднив книгу мемуарів акторки, які виявилися черговою літературною містифікацією.
Документальний твір щодо долі Арну створив і письменник Едмон де Гонкур в 19 столітті.
Софі Арну — головна персонажка опери Габріеля П'єрне (1927 рік), де подано легенди, пов'язані з життям співачки.